# أحمد علي الكاظمي
 أحمد علي الكاظمي (1907م - 1992م) هو أحمد علي بن أسد الله بن علي بن أحمد علي الكاظمي عالم دين ومؤرخ سعودي.

## نشأته
ولد عام 1325هـ ونشأ وترعرع في مكة المكرمة، وتتلمذ على يد والده الشيخ أسد الله الكاظمي، والتحق بالكتاب، وواصل دراسته الابتدائية والمتوسطة، ثم التحق بالمعهد العلمي السعودي، كما كان يحضر الدروس بالحرم الشريف لدى بعض المشائخ.

## العمل
- عمل معلمًا في مكة المكرمة، والمدينة المنورة.
- عمل مديراً لأكثر من مدرسة في مكة المكرمة، والمدينة المنورة.
- في عام 1356هـ عمل معلمًا في مدرسة الأمراء ومعاونًا لمديرها.[4]
- في عام 1373هـ عمل في وزارة المعارف على وظيفة مفتش فني.
- في عام 1374هـ انتقل للعمل في إدارة الترجمة في وزارة المعارف.
- في عام 1376هـ عين مساعداً لمدير كلية المعلمين في مكة المكرمة.
- شغل منصب عميد كلية الشريعة في مكة المكرمة من عام 1377هـ إلى عام 1385هـ.
- مستشاراً بمركز البحوث بكلية الشريعة بمكة المكرمة.
- عمل مستشاراً لفرع جامعة الملك عبد العزيز في مكة المكرمة (جامعة أم القرى حاليًا) من عام 1399هـ إلى عام 1402هـ .[2]

## ذريته
- لهُ من الأبناء: زهير وعمرو
- ومن البنات: ست.[5]

## المؤلفات
| الكتاب                                       | التاريخ | ملاحظات                         |
| -------------------------------------------- | ------- | ------------------------------- |
| تاريخ آل سعود                                | 1376هـ  |                                 |
| ذكريات                                       | 1977م   |                                 |
| رحلة إلى الغرب                               | 1986    |                                 |
| محمد طاهر الكردي الخطاط: حياته وآثاره        | 1401هـ  | بالاشتراك مع عبد اللطيف بن دهيش |
| نشر النور والزهر للشيخ محمد أو الخير (تحقيق) | 1978م   | بالاشتراك مع محمد سعيد العمودي  |
| يوميات الرياض                                | 1999م   |                                 |
| مذكرات أحمد علي بن أسد الله الكاظمي (مجلدين) | 2016    | أعده للنشر فهد السماري          |

### مذكراته
تقع مذكرات الكاظمي في حوالي أربعين مجلداً، أهدت عائلته أصولها الخطية إلى دارة الملك عبد العزيز التي نشرت جزءا منها تحت عنوان: يوميات الرياض: من مذكرات أحمد علي بن أسد الله الكاظمي، عام 1419هـ / 1999م، وتغطي اليوميات عامي 1356 - 1357هـ / 1937 - 1938م.
كما أعادت الدارة نشر المذكرات تحت عنوان: مذكرات أحمد علي بن أسد الله الكاظمي، وتقع المذكرات في جزئين، ضمت إليها ما نشرته في اليوميات، وأضافت إليها سنين عديدة امتدت حتى عام 1401هـ / 1981م.

## مكتبته
احتوت مكتبة الكاظمي ما يزيد على 8 آلاف كتاب ودورية، وقد خصص لها ملحقاً خاصاً في منزله بمكة المكرمة، وبادر أبناؤه بإهداء ما يقارب 6884 كتاباً، و (2578) و(20) مجلداً لبعض الدوريات والمجلات الثقافية المتنوعة إلى جامعة أم القرى بمكة المكرمة في أواخر شهر محرم عام 1416هـ.

## وفاته
توفي يوم الأثنين 29 /5 /1413هـ بمكة المكرمة، فصلي عليه بالمسجد الحرام ودفن بمقابر المعلاة بمكة المكرمة.

## انظر ايضاً
- عبدالله الخليفي

## وصلات خارجية
- أحمد الكاظمي.. أحد أبرز علماء ورواد الحركة العلمية في القرن الماضي.